# 岩槻文化公園
岩槻文化公園（いわつきぶんかこうえん）は、埼玉県さいたま市岩槻区大字村国にある公園。

## 概要
1988年（昭和63年）11月に開設された元荒川や元荒川緑地に隣接する南北に細長い公園。「槻の森スポーツセンター」の愛称で親しまれる体育館や陸上競技場なども設置されている。敷地内には村国池がある。また、さいたま市花火大会の岩槻会場にもなっている。

## 施設
- 岩槻文化公園体育館（槻の森スポーツセンター）
- さいたま市岩槻文化公園陸上競技場
- 岩槻文化公園テニスコート
- 元荒川緑地多目的広場

## アクセス
- 東武野田線岩槻駅から徒歩37分[3]
- 岩槻駅から越谷駅行きバス「富士見町」下車　徒歩10分